# Штерн, Григорий Михайлович
Григо́рий Миха́йлович Штерн (24 июля [6 августа] 1900, Смела, Киевская губерния, Российская империя (ныне — Черкасская область, Украина) — 28 октября 1941, Куйбышев, РСФСР, СССР) — советский военачальник, участник Гражданской войны, боевых действий около озера Хасан, на реке Халхин-Гол и войны в Испании, Герой Советского Союза (29.08.1939). Генерал-полковник (1940). Необоснованно репрессирован в 1941 году. Посмертно реабилитирован в 1954 году.

## Молодость и Гражданская война
Григорий Штерн родился 24 июля (6 августа) 1900 года в семье врача в Смеле (ныне — Черкасская область, Украина). Еврей. Окончил гимназию в 1918 году. В 1918 году участвовал в деятельности большевистского подполья в Киеве, подвергался аресту.
В Красной Армии с 1919 года. Член РКП(б) с 1919 года. Во время Гражданской войны находился на политической работе в войсках — военный комиссар штаба 1-й бригады 2-й Украинской стрелковой дивизии, военком отдельного кавалерийского дивизиона 46-й стрелковой дивизии, заведующий политотделом той же дивизии. Участвовал в боях с белогвардейцами на Южном фронте. С 1920 года — военком 408-го и 21-го стрелковых полков. С октября 1921 года — врид военкома 8-й стрелковой бригады в 3-й Казанской стрелковой дивизии, с января 1922 года — военный комиссар 21-го стрелкового полка, с марта 1922 года — военком штаба 3-й Казанской стрелковой дивизии, а с марта 1923 года — военком штаба 1-го конного корпуса Червонного казачества им. Всеукраинского ЦИК в Украинском военном округе.
В декабре 1923 года был направлен в Туркестан, где принимал активное участие в боевых действиях против басмачей в составе 2-й отдельной Туркестанской кавалерийской бригады Хорезмской группы войск, был военкомом и с июня 1924 года начальником политотдела этой бригады. Особенно отличился при разгроме крупной банды Ярмат-Максума под Маргеланом и при его захвате в плен в феврале 1924 года. С октября 1924 года был начальником политотдела, а с мая 1925 года — военкомом 7-й Самарской кавалерийской дивизии в Белорусском военном округе.
В 1926 году окончил курсы усовершенствования высшего начальствующего состава при Военной академии РККА имени М. В. Фрунзе и в 1929 году — Восточный факультет той же академии.
C июля 1926 по октябрь 1927 года — командир и военком 9-го Путиловского кавалерийского полка 2-й кавалерийской дивизии. С июня 1929 года Г. М. Штерн был помощником начальника 4-го отдела 4-го Управления Штаба РККА, а с декабря того же года состоял в распоряжении Народного комиссара по военным и морским делам СССР К. Е. Ворошилова. С ноября 1931 года — секретарь Народного комиссара по военным и морским делам СССР, с мая 1933 года — начальник Управления делами Народного комиссара по военным и морским делам СССР и Реввоенсовета СССР (с декабря 1934 года — наркома обороны СССР). С февраля 1935 года — для особо важных поручений при наркоме обороны СССР. С марта 1936 года — командир и военком 7-й Самарской кавалерийской дивизии в Белорусском военном округе.
С января 1937 по апрель 1938 года Г. М. Штерн под фамилией «Григорович» являлся главным военным советником при республиканском правительстве во время Гражданской войны в Испании.
С апреля 1938 года Г. М. Штерн — начальник штаба Отдельной Краснознамённой Дальневосточной армии. В ходе Хасанских боёв в августе 1938 года срочно прибыл в район боевых действий, был назначен командиром 39-го стрелкового корпуса Дальневосточного фронта и руководил боевыми действиями советских войск. В сентябре 1938 года назначен командующим 1-й отдельной Краснознамённой армией на Дальнем Востоке.
В июне-сентябре 1939 года Г. М. Штерн участвовал в боевых действиях у реки Халхин-Гол. Сначала он находился там в качестве представителя главного командования, официально отвечавшего за координацию действий советских войск и Монгольской народно-революционной армии. Однако с разрастанием боёв его роль существенно возросла: в соответствии с постановлением Главного Военного совета РККА для руководства войсками приказом Наркома обороны СССР от 5 июля 1939 года была создана Фронтовая группа (командующий командарм 2-го ранга Г. М. Штерн), в которую вошли 1-я Краснознамённая армия, 2-я Краснознамённая армия, Забайкальский военный округ и 57-й особый корпус.
Указом Президиума Верховного Совета СССР от 29 августа 1939 года за мужество и героизм, проявленные при выполнении воинского долга командарму 2-го ранга Штерну Григорию Михайловичу присвоено звание Героя Советского Союза, с вручением ордена Ленина. После учреждения знака особого отличия ему была вручена медаль «Золотая Звезда» № 154.
Во время советско-финской войны 1939—1940 годов Г. М. Штерн командовал 8-й армией в Северной Карелии (февраль — март 1940 года).

«3 января новый командующий 8-й армией командарм 2 ранга Г. М. Штерн довёл до сведения командира 56-го с. к. комдива Черепанова, что окружённые части могут рассчитывать на помощь головных частей 60-й с.д. лишь через 6-7 дней. Имевший разрешение Ставки ГВС при необходимости отвести окружённые дивизии, Г. М. Штерн тем не менее не отдал приказа об отходе, заявив, что „18-я с.д. должна выдержать во что бы то ни стало“. По его мнению, активизация наступательных операций всех соединений армии должна была привести к „истощению“ противника через 1—2 дня».
C 22 июня 1940 года — командующий Дальневосточным фронтом. Член ЦК ВКП(б) в 1939—1941 годах. Депутат Верховного Совета СССР 1-го созыва (с 1937 года).
С 14 января 1941 года Г. М. Штерн — начальник Главного управления противовоздушной обороны Народного комиссариата обороны СССР.

## Арест, казнь и реабилитация
15 мая немецкий транспортный самолёт, не замеченный ПВО, совершил перелёт по маршруту Белосток — Минск — Смоленск — Москва, где и приземлился. Это привело к волне арестов среди руководителей ПВО и ВВС.
7 июня 1941 года Г. М. Штерн был арестован. Впрочем, этот инцидент стал только поводом, поскольку ещё в марте 1941 года начальник 3-го управления НКО СССР майор государственной безопасности А. Н. Михеев направил на имя народного комиссара обороны справку с такими обвинениями в адрес Штерна, как: связь с левыми эсерами в 1918 году, связь с троцкистами в 1924—1925 годах, участник «антисоветского военно-фашистского заговора в РККА» с 1936 года (на Штерна были собраны показания от арестованных командарма 1-го ранга И. П. Белова, корпусного комиссара И. П. Петухова, комкора С. П. Урицкого и других), в предательском руководстве боевыми действиями в Испании и в наличии родственников за границей.
На следствии Штерн подвергался «физическим методам воздействия» и признал, что с 1931 года являлся «участником троцкистского заговора в РККА» и «германским шпионом».
17 октября 1941 года было составлено заключение НКВД СССР о необходимости расстрела Г. Штерна по указанию «директивных органов Союза ССР». Это заключение было подписано начальником следственной части по особо важным делам НКВД СССР Л. Е. Влодзимирским, согласовано с Прокурором СССР В. М. Бочковым (заявившим позднее на следствии, что он подписал приговор в 1942 или 1943 году) и утверждено замглавы НКВД СССР Б. З. Кобуловым. 18 октября 1941 года, на основании заключения Л. Влодзимирского, глава НКВД СССР Л. П. Берия подписал распоряжение о расстреле Г. Штерна. 28 октября 1941 года в посёлке Барбыш (Фрунзенский район города Куйбышева, ныне Промышленный район города Самары) на основании предписания наркома НКВД СССР Л. П. Берии генерал-полковник Г. М. Штерн был расстрелян без суда в числе 25-ти заключённых, вывезенных из осаждённой Москвы.
Впоследствии Б. З. Кобуловым и Л. Е. Влодзимирским и бывшим прокурором СССР В. М. Бочковым были составлены заключения, в которых Штерн и другие расстрелянные 28 октября 1941 года ложно обвинялись в различных преступлениях.
Указом Президиума Верховного Совета СССР от 21 марта 1947 года лишён звания Героя Советского Союза и всех государственных наград.
Посмертно реабилитирован постановлением Главной военной прокуратуры СССР от 25 августа 1954 года. 27 августа 1954 года постановлением Генеральной прокуратуры СССР дело в отношении Г. Штерна было прекращено за отсутствием состава преступления. Указом Президиума Верховного Совета СССР от 2 января 1959 года восстановлен в звании Героя Советского Союза и правах на государственные награды.

## Награды
- Герой Советского Союза (29.08.1939)
- два ордена Ленина (21.06.1937, 29.08.1939)
- три ордена Красного Знамени (04.09.1924, 22.10.1937, 25.10.1938)
- орден Красной Звезды (19.05.1940)
- медаль «XX лет РККА» (22.02.1938)
- орден Красного Знамени (Монголия, 10.08.1939)
- орден Испанской республики (1938)

## Воинские звания
- комдив (20.11.1935)[10]
- комкор (19.02.1938)[11]
- командарм 2-го ранга (08.02.1939)[12]
- генерал-полковник (4.06.1940)[13]

## Память
- Имя Г. М. Штерна носил переулок в городе Смеле (ныне переименован в переулок Посадочный).
- 19 сентября 2021 года в Чите открыт бюст Г. М. Штерну на мемориале героям Халхин-Гола.
- В октябре 2021 года в Хабаровске, на фасаде здания Военно-исторического музея Восточного военного округа торжественно открыта мемориальная доска Г. М. Штерну[14].

В парке им. Юрия Гагарина в городе Самаре на месте расстрела установлен памятный знак, на котором начертано: «Установлен на месте захоронения жертв репрессий 1930—1940-х гг. Поклонимся памяти невинно погибших…»

## Труды
- Штерн Г. М. 7-я Самарская и её герои.
- Штерн Г. М. Конец Бываловского взвода: Рассказ. — М.—Л.: Госиздат; Отд. военной литературы, 1929. — 41 с.
- Штерн Г. М. Дисциплина, поощрения и наказания в Красной армии. — 2-е изд. — М.—Л.: Госиздат; Отд. военной литературы, 1928. — 32 с. — (Библиотека «На страже СССР». Серия допризывника).
- Штерн Г. М. Особые задачи ячеек Осоавиахима в пограничной полосе. — М.: Осоавиахим, 1928. — 32 с. — (Библиотечка активиста Осоавиахима).

## Исторические источники
- Востребованный компромат на Г. М. Штерна // Военно-исторический журнал  / Подготовили Л. Е. Решин, В. С. Степанов. — М., 1994. — № 3. — С. 18—23.